# Фузети (Варезе)
Фузети је насеље у Италији у округу Варезе, региону Ломбардија.
Према процени из 2011. у насељу је живело 149 становника. Насеље се налази на надморској висини од 221 м.